# 堀部徹
堀部 徹（ほりべ とおる、1959年11月21日 - ）は、映画プロデューサー。東京都出身。

## 経歴
「資生堂スーパーマイルド」「イチロ日産キャンペーン」「JR Ski Ski」等、多くのテレビコマーシャルを制作。
1994年、岩井俊二監督の映画デビュー作品『Undo』『PiCNiC』を皮切りに、映画制作をスタート。その後、本広克行、落合正幸、森淳一監督らの映画デビュー作をプロデュース、新人監督の発掘および育成で、成功を収めている。
1998年、『踊る大捜査線 THE MOVIE』以降は、プロデューサーとしての活動に専念している。

## 映画
- undo（1994年）
- PiCNiC（1996年）
- パラサイト・イヴ（1997年）
- 踊る大捜査線 THE MOVIE（1998年）
- スペーストラベラーズ（2000年）
- サトラレ（2001年）
- リターナー（2002年）
- 踊る大捜査線 THE MOVIE 2 レインボーブリッジを封鎖せよ!（2003年）
- 交渉人 真下正義（2005年）
- 容疑者 室井慎次（2005年）
- 銀色のシーズン（2008年）
- Sweet Rain 死神の精度（2008年）
- おっぱいバレー（2009年）